# 芒市之战
芒市之战，也称遮芒攻击战，是第二次世界大战滇西缅北战役的一部分。1944年11月，中国远征军在光复龙陵后，向西包围据守芒市的日军，于11月13日发动总攻，12月1日占领潞西全境，收复芒市、遮放等地。

## 背景
1942年4月，盟军在滇缅路战役中失利，日军于1942年5月攻入滇西地区，占领怒江以西各地，与国军形成对峙状态:131。日据时期，芒市是日军在滇西最大的据点，是日本陆军56师团的驻地:204。1944年5月11日，卫立煌率中国远征军强渡怒江，拉开滇西大反攻的序幕:127。9月8日攻克松山后，11月3日收复龙陵:574，随后计划在芒市进行会战。
因芒市地处交通要道，日军决定死守待援，56师团中将松山祐三以师团主力6个大队、山炮大队2个为骨干，固守芒市；神保贯逸大佐的一四八联队守备芒市以北地区；松井秀治少将的一三三联队防守芒市以东地区；龙陵溃退的今冈部队防守芒市西部，49师团驻守遮放:470。

## 经过
第五十三军从右翼沿芒市盆地远距离迂回至遮放河谷，切断滇缅公路；第七十一军经象滚塘、沿芒市河前进，攻击三台山的日军；第二军第七十六师作为左翼向芒市以东包抄合围:470；第六军由龙陵出发，沿滇缅公路向芒市的正面攻击:205。11月13日9时30分，国军各部对守敌发动总攻:470。在炮兵和空军掩护下，第六军二〇〇师由北向南沿公路推进，至13时30分占领了芒市附近8个高地，当日夜与日军对峙于小攻门西南；第六军预备二师主力攻击大湾东山，于17时攻入日军阵地前沿；第二军第九师于19时向松园包、大洞坡的日军攻击，占领两地后转攻芒芝山；新三十三师九十七团于19时向左家坟日军攻击；第五十三军、第七十一军于19时分别向三台山、遮放两侧要点攻击前进:470。
由于国军形成包围之势，日军面临全歼，日56师团残部于19日夜放弃芒市，退守三台山和勐戛白羊山，第二军第九师于11月20日4时光复芒市:313。同日，荣誉一师攻克三台山；24日，第二军第七十六师占领勐戛；29日，第六军预备二师收复白羊山；12月1日，第七十一军攻占遮放，潞西全境收复:313-314。
芒市之战历时29天，歼灭日军1,034人，远征军伤亡、失踪官兵4,954人:99。